# Uranoscopidae
Famille
Les Uranoscopidae sont une famille de poissons perciformes qui ont des yeux orientés verticalement au-dessus de leur tête (d'où le nom, qui signifie en grec « qui regarde le ciel »). 

## Description et caractéristiques
En plus des yeux sur le dessus de leur tête, ils ont également une grande bouche orientée vers le haut avec une grosse tête. Ils ont l'habitude de s'enfouir dans le sable et de tendre des embuscades aux poissons et invertébrés benthiques qui passent au-dessus. Certaines espèces ont un appât en forme de croissant situé sur le plancher de la bouche, qu'ils peuvent tortiller pour attirer l'attention de leur proie. 
Les deux nageoires dorsale et anale sont relativement longues ; les épines dorsales manquent chez de nombreuses espèces. Les écailles sont absentes ou très réduites, et la ligne latérale très haute. Les lèvres forment des franges sur l'ouverture de la bouche. 
Ces poissons sont venimeux. Ils ont deux grandes épines venimeuses derrière les opercules et au-dessus des nageoires pectorales. Certains (genre Astroscopus) peuvent aussi causer des chocs électriques.
Leur longueur varie de 18 jusqu'à 90 cm, pour le Kathetostoma giganteum.
On trouve des uranoscopes sur les fonds sableux ou vaseux des trois principaux bassins océaniques, Méditerranée comprise. 
Il ne faut pas confondre ces poissons avec les espèces d'autres familles au comportement similaire, comme les poissons-pêcheurs (ordre des Lophiiformes, dont les baudroies, Lophiidae) ou les poissons-pierres (Synanceiidae). 

## Liste des genres
La famille comprend environ 50 espèces réparties en 8 genres, tous marins vivant dans le monde entier et trouvés dans les eaux peu profondes.
| Selon World Register of Marine Species (26 mars 2015) : - genre Astroscopus Brevoort, 1860 - genre Genyagnus Gill, 1861 - genre Ichthyscopus Swainson, 1839 - genre Kathetostoma Günther, 1860 - genre Pleuroscopus Barnard, 1927 - genre Selenoscopus Okamura & Kishimoto, 1993 - genre Uranoscopus Linnaeus, 1758 - genre Xenocephalus Kaup, 1858 | Selon ITIS (26 mars 2015) : - genre Astroscopus Brevoort in Gill, 1860 - genre Genyagnus Gill, 1861 - genre Ichthyscopus Swainson, 1839 - genre Kathetostoma Günther, 1860 - genre Pleuroscopus Barnard, 1927 - genre Selenoscopus Okamura & Kishimoto, 1993 - genre Uranoscopus Linnaeus, 1758 - genre Xenocephalus Kaup, 1858 |

### Genres et espèces
- genre Astroscopus Brevoort, 1860Astroscopus guttatus

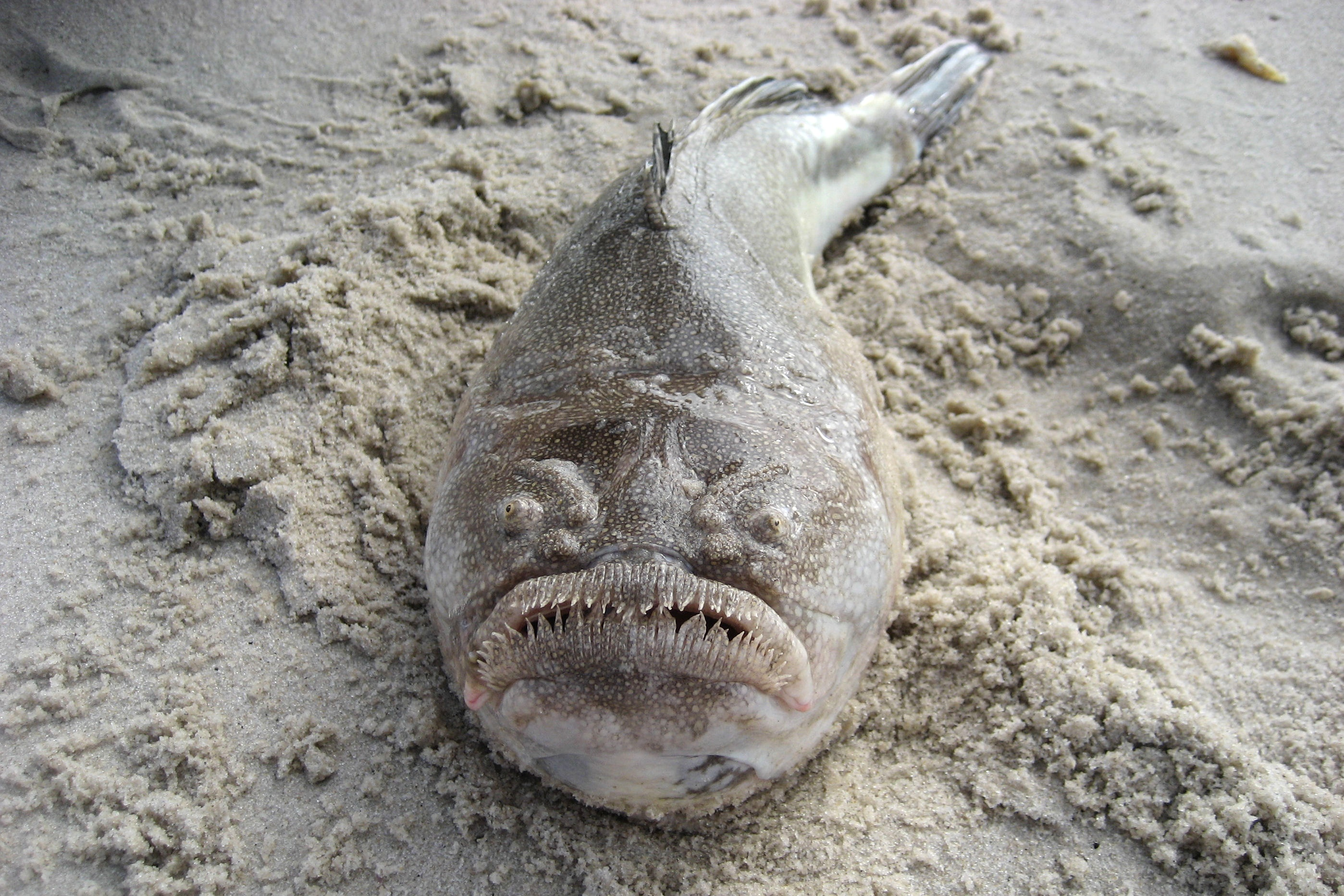
Astroscopus guttatus

  - Astroscopus guttatus Abbott 1860)
  - Astroscopus y-graecum (Cuvier, 1829)
  - Astroscopus sexspinosus  (Steindachner, 1876)
  - Astroscopus zephyreus  Gilbert & Starks in Gilbert, 1897
- genre Genyagnus Gill, 1861
  - Genyagnus monopterygius (Schneider, 1801)
- genre Ichthyscopus Swainson, 1839
  - Gnathagnus armatus (Kaup, 1858)
  - Gnathagnus cribratus Kishimoto, 1989
  - Gnathagnus egregius (Jordan & Thompson, 1905)
  - Gnathagnus innotabilis Waite, 1904
- genre Ichthyscopus Swainson, 1839
  - Ichthyscopus barbatus  Mees, 1960 
  - Ichthyscopus fasciatus  Haysom, 1957 
  - Ichthyscopus insperatus  Mees, 1960 
  - Ichthyscopus lebeck  (Bloch & Schneider, 1801)
  - Ichthyscopus nigripinnis  Gomon & Johnson, 1999 
  - Ichthyscopus sannio  Whitley, 1936
  - Ichthyscopus spinosus  Mees, 1960
- genre Kathetostoma Günther, 1860 Kathetostoma laeve

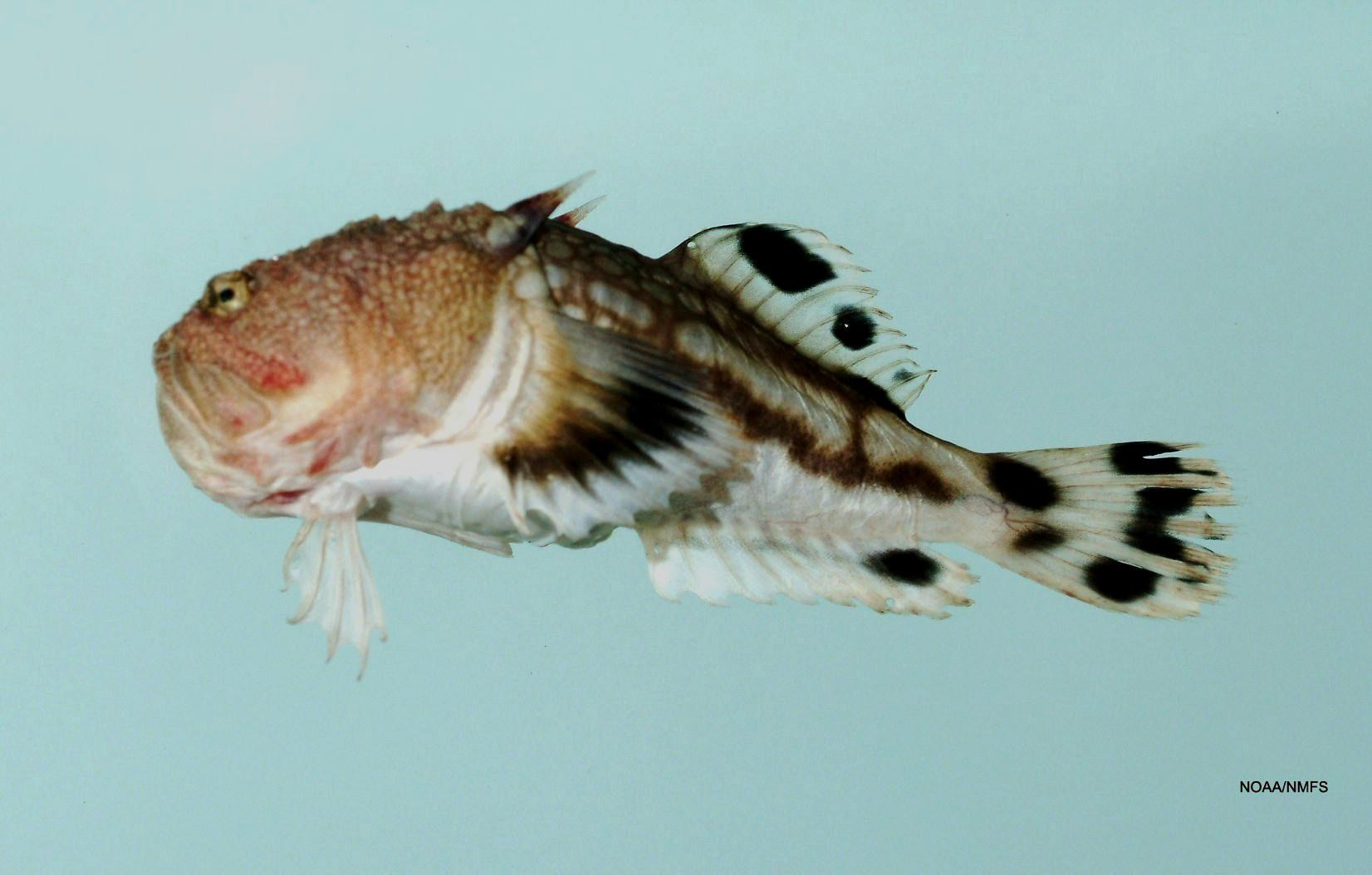
Kathetostoma laeve

  - Kathetostoma albigutta (Bean, 1892)
  - Kathetostoma averruncus Jordan & Bollman, 1890
  - Kathetostoma canaster Gomon & Last, 1987
  - Kathetostoma cubana Barbour, 1941
  - Kathetostoma fluviatilis Hutton, 1872
  - Kathetostoma giganteum Haast, 1873
  - Kathetostoma laeve (Bloch & Schneider, 1801)
  - Kathetostoma nigrofasciatum Waite & McCulloch, 1915
- genre Pleuroscopus Barnard, 1927
  - Pleuroscopus pseudodorsalis Barnard, 1927
- genre Selenoscopus Okamura & Kishimoto, 1993
  - Selenoscopus turbisquamatus Okamura & Kishimoto, 1993
- genre Uranoscopus Linnaeus, 1758Uranoscopus sulphureusLe visage caractéristique d'un uranoscopidé (Uranoscopus bicinctus), partiellement enfoui dans le sable.

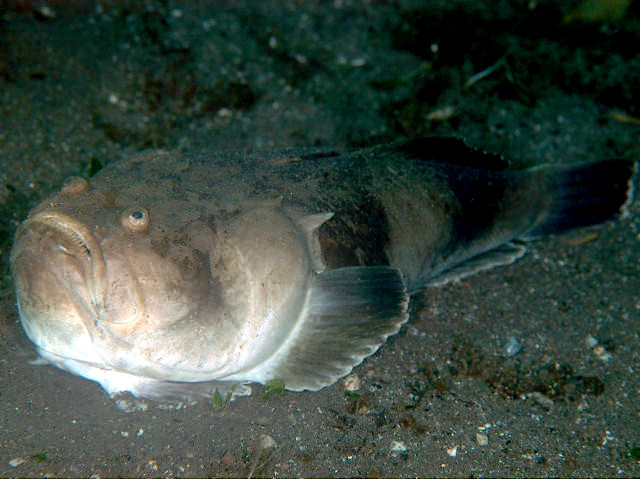
Uranoscopus sulphureus

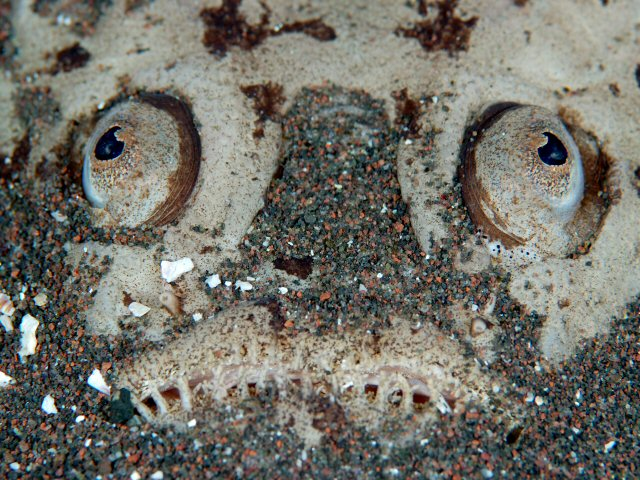
Le visage caractéristique d'un uranoscopidé (Uranoscopus bicinctus), partiellement enfoui dans le sable.

  - Uranoscopus tosae (Jordan & Hubbs, 1925)
  - Uranoscopus affinis  Cuvier in Cuvier & Valenciennes, 1829 
  - Uranoscopus albesca  Regan, 1915 
  - Uranoscopus archionema  Regan, 1921
  - Uranoscopus bauchotae  Brüss, 1987 
  - Uranoscopus bicinctus  Temminck & Schlegel, 1843 
  - Uranoscopus cadenati  Poll, 1959 
  - Uranoscopus chinensis Guichenot in Sauvage, 1882 
  - Uranoscopus cognatus  Cantor, 1849
  - Uranoscopus crassiceps  Alcock, 1890
  - Uranoscopus dahlakensis  Brüss, 1987 
  - Uranoscopus dollfusi  Brüss, 1987 
  - Uranoscopus filibarbis  Cuvier in Cuvier & Valenciennes, 1829  
  - Uranoscopus fuscomaculatus  Kner, 1868 
  - Uranoscopus guttatus  Cuvier in Cuvier & Valenciennes, 1829 
  - Uranoscopus japonicus  Houttuyn, 1782
  - Uranoscopus kaianus  Günther, 1880 
  - Uranoscopus marisrubri  Brüss, 1987 
  - Uranoscopus marmoratus  Cuvier in Cuvier & Valenciennes, 1829
  - Uranoscopus oligolepis  Bleeker, 1878 
  - Uranoscopus polli  Cadenat, 1951 
  - Uranoscopus scaber  Linnaeus, 1758
  - Uranoscopus sulphureus  Valenciennes in Cuvier & Valenciennes, 1832 
  - Uranoscopus tosae  (Jordan & Hubbs, 1925)
- genre Xenocephalus Kaup, 1858Xenocephalus egregius

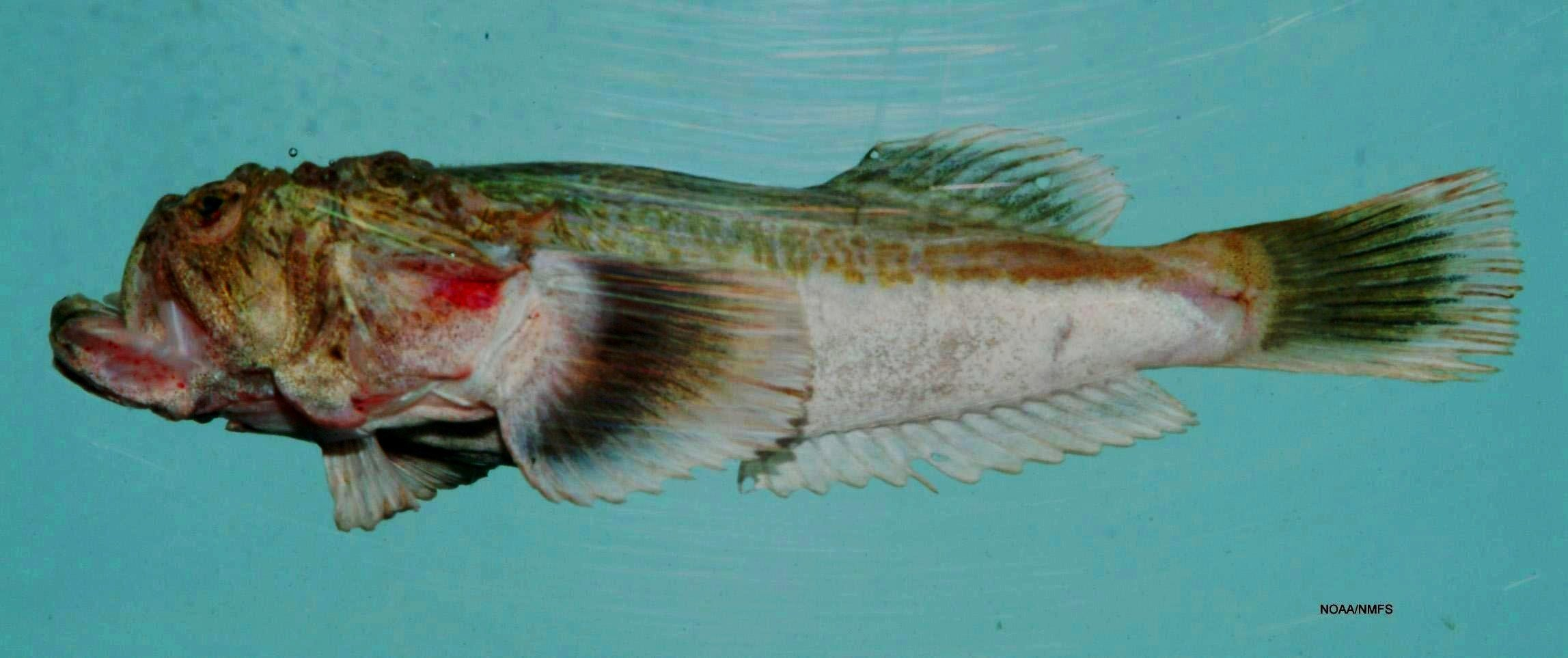
Xenocephalus egregius

  - Xenocephalus armatus  Kaup, 1858 
  - Xenocephalus australiensis  (Kishimoto, 1989)
  - Xenocephalus cribratus  (Kishimoto, 1989) 
  - Xenocephalus egregius  (Jordan & Thompson, 1905)
  - Xenocephalus elongatus  (Temminck & Schlegel, 1843)